# Shinedown
Shinedown er et amerikansk rockband fra Jacksonville, Florida, der blev dannet i 2001. Bandet blev startet af forsanger Brent Smith efter at hans originale band Dreve blev opløst. De nuværende øvrige medlemmer er Zach Myers, Barry Kerch og Eric Bass.
Shinedown har flest nummer-et singler på Mainstream Rock Tracks-hitlisten med 18 singler. Deres mest populære sange er blandt andet Second Change, 45, Sound of Madness, Monsters og Cut the Cord. Til dato har bandet udgivet syv albums og har solgt mere end 10 millioner plader på verdensplan.